# الصافي في تفسير كلام الله الوافي
الصافي في تفسير كلام الله الوافي أو تفسير الصافي هو كتاب تفسير للقرآن من تأليف الفيض الكاشاني وهو من أعلام القرن الحادي عشر.
يعد هذا التفسير من التفاسير الروائية القيمة للشيعة الذي يضم عددا هائلا من الروايات عن أئمة أهل البيت في تفسير آيات القرآن.
وهو خالياً من الآراء العامة والمملة فلهذا سمّاه المؤلف بالصافي.
قام المؤلف بنفسه بتلخيص تفسيره تحت عنوان «تفسير الأصفى».

## المؤلف
هو محمّد بن المرتضى بن محمود الكاشاني المشهور بالملا محسن الفيض الكاشاني وهو حكيم ومحدث ومفسر للقرآن وفقيه شيعي. ولد عام 1007 هـ بمدينة قم بإيران ونشأ فيها. ثم انتقل إلى كاشان، ومنها إلى شيراز وتتلمذ هناك علی يد الفيلسوف الكبير صدر المتألهين محمد بن إبراهيم الشيرازي المعروف بـملا صدرا.
كما تتلمذ عند علماء اخرین في عصره من أمثال الشيخ البهائي، والمير فندرسكي، والمير داماد. ثم عاد إلى كاشان مرة أخرى، وبقي هناك إلى أن توفي فيها سنة 1091 هـ ودفن هناك.
كان الفيض الكاشاني محيطاً بكثير من العلوم. وله عدّة مؤلّفات في التفسير والحديث والفقه والأخلاق، وقد بلغت مؤلفاته قرابة مائتي كتاب، منها، كتاب علم اليقين في أصول الدين، تشريح العالم، أنوار الحكمة، أصول العقائد، تفسير الصافي، تفسير الأصفى، تفسير المصفّى، الوافي (في الحديث)، الشافي (منتخب من كتاب الوافي)، كتاب الحقائق في أسرار الدين.

## عن التفسير
يعد تفسير الصافي من التفاسير الروائية القيمة للشيعة الذي يضم عددا هائلا من الروايات عن أئمة أهل البيت في تفسير آيات القرآن. وقد أفاد العلامة الطباطبائي كثيراً من تفسير الصافي، واستشهد بأقوال مؤلّفه في تفسيره الميزان. وقد استعان الفيض الكاشاني بعدة تفاسير روائية منها تفسير بن علي بن إبراهيم القمي وتفسير العياشي وتفسير فرات الكوفي والتفسير المنسوب للإمام الحسن العسكري وببعض الكتب الروائية والمجامع الحديثية للشيعة لاسيما أصول الكافي.
ومن خصوصيات هذا التفسير هو بيان سبب النزول في شخص أو أشخاص، وبيان شأن الأئمة والفرائض والأحكام ومناخ نزول الآيات وازاحة الستار عن الشبهات المثارة وعن المدلول الظاهري للآيات وغير ذلك من الخصوصيات التي تنم عن الدور المهم الذي تلعبه الروايات في التفسير.

## مقدمة التفسير
دوّن المؤلف في بداية التفسير اثنتي عشر مقدمة:
- المقدمة الأولی: الوصية بالتمسك بالقرآن وفضله
- المقدمة الثانية: علم القرآن الذي هو عند أهل البيت
- المقدمة الثالثة: تأكيد علی أن جل القرآن ورد في أهل البيت وفي أوليائهم وفي أعدائهم، وبيان سر ذلك.
- المقدمة الرابعة: معاني وجوه الآيات من التفسير والتأويل والظهر والبطن والحد والمطلع والمحكم والمتشابه والناسخ والمنسوخ وغير ذلك
- المقدمة الخامسة: المنع من تفسير القرآن بالرأي والسر فيه
- المقدمة السادسة: جمع القرآن وتحريفه وزيادته ونقصه وتأويل ذلك.
- المقدمة السابعة: أن القرآن تبيان كل شئ وتحقيق معناه.
- المقدمة الثامنة: أقسام الآيات واشتمالها على البطون والتأويلات وأنواع اللغات واختلاف القراءات والمعتبرة منها.
- المقدمة التاسعة: زمان نزول القرآن وتحقيق ذلك.
- المقدمة العاشرة: تمثل القرآن لأهله يوم القيامة وشفاعته لهم وثواب حفظه وتلاوته.
- المقدمة الحادية عشرة: كيفية التلاوة وآدابها.
- المقدمة الثانية عشرة: بيان ما اصطلح عليه المولف في تفسير الآيات ليكون الناظر فيه على بصيرة.[3][4]

## الحواشي
تفسير الصافي عليه حواشي كثيرة مثل:
- حاشية المولى آقا الخويني القزويني إلى آخر سورة البقرة[6]
- حاشية صدر الدين المدرس اليزدي
- حاشية المولى عبد الرحيم الدماوندي
- حاشية الميرزا محمد علي بن محمد بن مرتضى الطباطبائي المدرسي اليزدي
- حاشية الميرزا محمد التويسركاني
- حاشية احمد الخويني القزويني

## طبعاته
طبع هذا التفسير عدة مرات بالقطع الرحلي وبالطبعة الحجرية منها:
- الطبعة الأولى، طبعة حجرية، تبريز، دار الطباعة لمحمد مهدي التبريزي، سنة 1269ه، جزآن في مجلدين.
- طهران، طبعة حجرية، سنة 1268.
- تبريز، بخط محمد رحيم الهمداني، مطبعة تقي التبريزي، سنة 1272ه.
- بيروت، الطبعة الأولى، مؤسسة الأعلمي للمطبوعات، في 5 مجلدات، صححه وقدم له وعلّق عليه الشيخ حسين الأعلمي، سنة 1399ه/ 1979م.[7]

## الوصلات الخارجية
- قراءة كتاب تفسير الصافي